# André-Philippe Côté
Compléments
- Dessinateur fondateur et un des piliers du magazine Safarir des années 1980 et 1990 ;
- Caricaturiste attitré du quotidien de la ville de Québec Le Soleil depuis 1997.

André-Philippe Côté est un scénariste et dessinateur québécois de bande dessinée, illustrateur et caricaturiste né en 1955 à Québec.
Il est l'un des auteurs de la bande dessinée québécoise des années 1970 et 1980 dans la région de la ville de Québec et un des piliers du magazine Safarir des années 1980 et 1990. Il est surtout renommé pour ses caricatures éditoriales dans le quotidien de la capitale Le Soleil.

## Biographie
Très tôt, André-Philippe Côté « s'oriente en illustration, en bande dessinée de science-fiction, peinture fantastique, dessin d'humour, caricature, mais surtout en BD d'humour. »
On peut voir ses premières bandes dessinées en 1973, dans le fanzine Patrimoine.
Par la suite, il est publié dans le magazine Plouf créé par Mario Malouin.
Spécialisé surtout dans la bande dessinée d'humour, il a aussi touché à l'illustration, la science-fiction, la peinture fantastique et la caricature.
« Son style de dessin humoristique est plus près de l'école britannique, c'est-à-dire, un style fouillé sur le plan du dessin, avec des éléments de décor et une mise en situation, contrairement à un style français plus direct, plus dépouillé — le moins de traits possible pour arriver à un maximum d'effet. » 
En 1982, il obtient le premier Prix Solaris volet bande dessinée pour Elle se livre et, en 1984, le Prix Boréal de la meilleure bande dessinée de science-fiction pour La voix dans le désert sur un scénario de Jean Pettigrew.
C'est aussi en 1984 qu'il décide de s'adresser à un public plus jeune. C'est ainsi qu'il débute dans le quotidien Le Soleil avec Les aventures de Bédébulle.
Membre fondateur de la Société des Créateur(trice)s et Ami(e)s de la Bande Dessinée (S.c.a.B.D.) en 1985, André-Philippe Côté s'implique de plus en plus dans le domaine de la BD en devenant son président et son porte-parole pendant deux ans. Il devient un joueur actif de sa Ligue d’improvisation en bandes dessinées. Il trouve le temps d'écrire des scénarios pour le dessinateur Marc Forest dans le magazine Bambou.
En 1987, il obtient son premier emploi permanent comme illustrateur au magazine Safarir. Côté crée ensuite son personnage le plus connu, Baptiste le clochard, régulièrement publié dans le magazine Safarir pendant plusieurs années,. L'album Baptiste le clochard remporte le prix Bédéis causa en 1991 lors du 4e Festival de la bande dessinée francophone de Québec.
André-Philippe Côté publie un curieux album, en noir et blanc et dans un style plus personnel : Castello,, en 1993, avec un lettrage original et adapté à son dessin dû au dessinateur Marc Pageau. Cet album ludique et surréaliste est directement inspiré par l'œuvre du peintre Giorgio di Chirico.
Il collabore en 1994 à l'album La Voyante en tant que scénariste pour le jeune dessinateur Jean-François Bergeron. Marc Auger écrira à propos de cet album : « Le dessin de Côté est toujours égal à lui-même ; son trait, plutôt gestuel, n'est pas précis et léché comme celui, par exemple, des adeptes de la ligne claire héritiers d'Hergé. »
Un nouvel album intitulé Victor et Rivière (encore avec un lettrage plus conventionnel de Pageau), cette fois-ci inspiré par la vie et l'œuvre des poètes Paul Verlaine et Arthur Rimbaud, remporte le Prix Bedeis causa lors de la 12e édition du Festival de la bande dessinée francophone de Québec. Cet album lui permettra aussi d'être l'un des nominés au Prix Boréal de la meilleure production artistique en 1999.
En 1997, le journal Le Soleil de Québec l'engage comme caricaturiste principal. Chaque jour, il crée une caricature en page éditoriale, puis une autre plus petite en couverture. Des recueils annuels de ses meilleures caricatures sont publiés annuellement sous le titre générique De tous les... Côtés.
L'un des personnages qu'il met en scène dans ses caricatures est un psychanalyste nommé le Dr Smog qui rencontre régulièrement à son cabinet des politiciens, devient le personnage principal de deux albums de bande dessinée à sketch qui permet à Côté d'être publié en Europe pour la première fois, aux éditions Jungle. Il fait appel au talent du dessinateur Gag (de son vrai nom André Gagnon) pour la conception des décors et la coloration.
« Si André-Philippe Côté aime mettre en lumière les mauvais penchants de ses contemporains, il ne le fait jamais de façon à jeter la pierre ou a condamner tel ou tel groupe de personnes ; au contraire, son but semble être de nous faire réfléchir, de nous montrer l'absurde, le ridicule et l'injustice qui nous entourent. »
Ses caricatures sont souvent reproduites dans Courrier International et Le Monde.
Le fonds d’archives de André-Philippe Côté est conservé au centre d’archives de Québec de la Bibliothèque et Archives nationales du Québec. Le Musée national des beaux-arts du Québec possède des dessins du caricaturiste.
André-Philippe Côté est également peintre. Il expose d'ailleurs son travail à la galerie Alexandre Motulsky-Falardeau.

## Publications

### Caricature éditoriale

#### Recueils
- De tous les... Côté 97-98, Québec, Le Soleil, 1998, 128 p.  (ISBN 2920070045)
- De tous les... Côté 99, Québec, Le Soleil, 1999, 128 p.  (ISBN 2920070053)
- De tous les... Côté 2000, Québec, Le Soleil, 2000, 128 p.  (ISBN 2920070061)
- De tous les... Côté 2001, Québec, Le Soleil, 2001, 128 p.  (ISBN 292007007X)
- Les années Bouchard (textes de Michel David), Québec, Éditions du Septentrion, 2001, 166 p.  (ISBN 2894481888)
- De tous les... Côté 2002, Québec, Le Soleil, 2002, 128 p.  (ISBN 2920070088)
- De tous les... Côté 2003, Québec, Le Soleil, 2003, 128 p.  (ISBN 2920070096)
- De tous les... Côté 2004, Québec, Le Soleil ; Montréal, La Presse, 2004, 128 p.  (ISBN 2923194101)
- De tous les... Côté 2005, Québec, Le Soleil ; Montréal, La Presse, 2005, 128 p.  (ISBN 2923194217)
- De tous les... Côté 2006, Québec, Le Soleil ; Montréal, La Presse, 2006, 128 p.  (ISBN 292319439X)
- De tous les... Côté 2007, Québec, Le Soleil ; Montréal, La Presse, 2007, 128 p.  (ISBN 9782923194547)
- Madame la mairesse, Montréal, La Presse, 2008, 106 p.  (ISBN 9782923194745)
- De tous les... Côté 2008, Québec, Le Soleil ; Montréal, La Presse, 2008, 128 p.  (ISBN 9782923194929)
- De tous les... Côté 2009, Montréal, La Presse, 2009, 135 p.  (ISBN 9782923681153)
- De tous les... Côté 2010, Montréal, La Presse, 2010, 135 p.  (ISBN 9782923681474)
- De tous les... Côté 2011, Montréal, La Presse, 2011, 135 p.  (ISBN 9782923681832)
- Le petit Labeaume illustré (textes de Jean-Simon Gagné), Montréal, La Presse, 2011, 95 p.  (ISBN 9782923681726)
- De tous les... Côté 2012, Montréal, La Presse, 2012, 135 p.  (ISBN 9782897050504)
- De tous les... Côté 2013, Montréal, La Presse, 2013, 134 p.  (ISBN 9782897052133)
- De tous les... Côté 2014, Montréal, La Presse, 2014, 135 p.  (ISBN 9782897052522)
- De tous les... Côté 2015, Montréal, La Presse, 2015, 134 p.  (ISBN 9782897054120)
- De tous les... Côté 2016, Montréal, La Presse, 2016, 134 p.  (ISBN 9782897054847)
- De tous les... Côté 2017, Montréal, La Presse, 2017, 142 p.  (ISBN 9782897055929)
- De tous les... Côté 2018, Montréal, La Presse, 2018, 142 p.  (ISBN 9782897057022)
- De tous les... Côté 2019, Montréal, La Presse, 2019, 142 p.  (ISBN 9782897057862)
- De tous les... Côté 2020, Montréal, La Presse, 2020, 151 p.  (ISBN 9782897058807)

#### Périodiques

##### Magazines
- L'Actualité, bimensuel d'informations, 2007- ;
- Courrier international, bimensuel d'informations, 2005- ?.

##### Journaux
- Le Soleil (et certains quotidiens du groupe Gesca au Québec), quotidien de Québec, 1997-.
- La Presse, quotidien de Montréal, 2009-.

### Bande dessinée

#### Albums
- Baptiste le clochard, Québec, Les aristocrates, 1991, 46 p.  (ISBN 2980240001)
- Baptiste et Bali, Québec, Éditions Falardeau, 1993, 46 p.  (ISBN 2980366609)
- Castello[8],[9],[10], Québec, Éditions Falardeau, 1993, 62 p.  (ISBN 2980366617)
- Le monde de Baptiste, Québec, Éditions Falardeau, 1994, 48 p.  (ISBN 2980366633)
- La voyante : six nouvelles fantastiques (avec Jean-François Bergeron), Québec, Éditions Falardeau, 1994, 48 p.  (ISBN 2980366625)
- Allô Baptiste, Québec, Éditions Falardeau, 1995, 48 p.  (ISBN 298036665X)
- Sacré Baptiste !, Saint-Lambert, Soulières, 1997, 48 p.  (ISBN 2922225046)
- Victor et Rivière : un hommage à Verlaine et Rimbaud[12], Saint-Lambert, Soulières, 1998, 63 p.  (ISBN 2922225127)
- Bon voyage Baptiste !, Saint-Lambert, Soulières, 1999, 48 p.  (ISBN 2922225356)
- Psychoses et cie : Docteur Smog à votre écoute, Paris, Vie&Cie / Casterman, 2005, 48 p.  (ISBN 2874420646)
- Tous fous : Le docteur Smog craque !, Bruxelles, Jungle, 2006, 48 p.  (ISBN 2874422185)
- Le retour du docteur Smog, Montréal, La Presse, 2012, 48 p.  (ISBN 9782923681849)

#### Albums collectifs
- Et vlan ! On s'expose... Quinze ans de bande dessinée dans la région de Québec — 1971/1985[16], Québec, SCABd, 1985, 81 p.
- Vol de nuit, Québec, SCABd, 1989, 21 p.
- Le parc des vieux murs, Québec, SCABd, 1989, 21 p.
- La Grande Place, Québec, SCABd, 1989, 16 p.
- Écran d'arrêt, Montréal, A.C.I.B.D., 1991

#### Périodiques

##### Magazines
- Pour ta belle gueule d'ahuri[17], revue québécoise de science-fiction et de fantastique, 1982-1983
- Solaris[17], revue québécoise de science-fiction et de fantastique, 1982-1984
- Somnambulle[16],[18], revue de BD québécoises 1985
- Safarir, magazine de l'humour illustré, 1987-1997
- Bambou, la bande décidée d'ici, 1987-1990
- Zeppelin[19], magazine BD de Québec 1992-1993

##### Journaux
- Le Soleil, quotidien de Québec, 1985-1987.

##### Fanzines
- Patrimoine, bandes dessinées québécoises, 1972-1973
- Plouf, bandes dessinées québécoises, 1975
- Carfax[20], les univers de l'étrange, 1985.

## Expositions
- 2017 : Exposition d'art visuel, Art Gang, Montréal[15]
- 2017 : Exposition d'art visuel, Galerie Alexandre Motulsky-Falardeau, Québec[15]

## Expositions collectives
- 1985 : Et Vlan ! On s'expose... Quinze ans de bande dessinée dans la région de Québec — 1971/1985[21],[22], Galerie d'art La Passerelle, Sainte-Foy et Premier Salon international de la bande dessinée de Montréal, Montréal ;
- 1987 : Le Printemps de la bande dessinée[23],[24],[25], Musée du Bas-Saint-Laurent, Rivière-du-loup ;
- 1988 : Symposium de b.d. actuelle de Québec[26],[27], Palais Montcalm, Québec ;
- 1991 : 5 ans d'aventures, Centre de documentation et d'animation en bande dessinée, Québec ;
- 1991 : Gag[28], Centre de documentation et d'animation en bande dessinée, Québec ;
- 1991 : Québec en BD, Centre de documentation et d'animation en bande dessinée, Québec ;
- 1993 : Carnaval de la bande dessinée, Musée de la civilisation, Québec ;
- 1993 : Dessinateurs du Québec, Centre belge de la bande dessinée, Bruxelles (Belgique) ;
- 1997 : Les Aventures de la bande dessinée québécoise au Musée du Québec[29],[30],[31], Musée du Québec, Québec ;
- 2009 : Les 50 ans d'Astérix et d'Obélix : un hommage, XXIIe Festival de la bande dessinée francophone de Québec, Québec ;
- 2016 : 11e édition, XIe Festival 1001 Visages de la caricature, salle de l'église, Val-David ;
- 2018 : 13e édition, XIIIe Festival 1001 Visages de la caricature[32], salle de l'église, Val-David.

## Distinctions

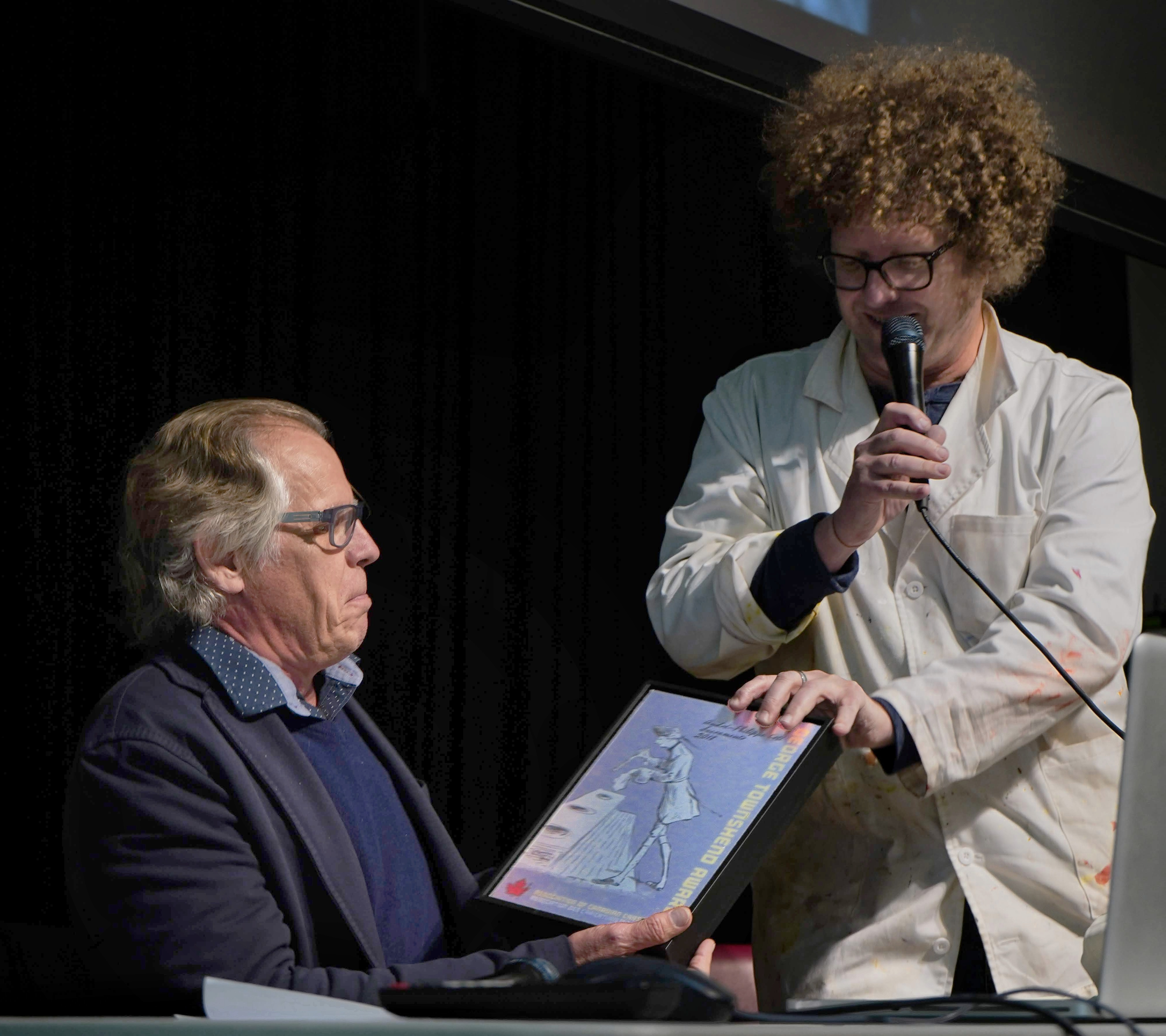
André-Philippe Côté reçoit un George Townshend (Townsie) Award, que lui remet Wes Tyrell, président de l'Association des caricaturistes canadiens lors de l'événement 1001 visages de la caricature en 2018.

- 1982 :  Lauréat Prix Solaris volet bande dessinée, première place pour la BD Elle se livre publiée dans le magazine Solaris (no 46, août 1982)[3]
- 1982:  Lauréat Prix Boréal, prix de la meilleure bande dessinée de science-fiction[4].
- 1991 :  Lauréat Prix Bédéis causa album québécois pour l'album Baptiste le clochard, Festival de la bande dessinée francophone de Québec[3]
- 1993 :  Lauréat Prix Onésime production[33], meilleure série de bande dessinée parue dans une publication autre qu'un album, décerné par l'Association des Créateurs et Intervenants de la Bande Dessinée (ACIBD) de Montréal, pour les histoires qu'il scénarise pour le dessinateur Jean-François Bergeron dans le magazine Zeppelin ;
- 1993 :  Lauréat Prix Bédéis causa bande dessinée de l’année, magazine Zeppelin, Festival de la bande dessinée francophone de Québec[34] ;
- 1999 :  Lauréat Prix Bédéis causa album québécois de l'année pour l'album Victor et Rivière, Festival de la bande dessinée francophone de Québec[3]
- 2011 :  Lauréat Prix d'excellence - XIe Concours international de dessin éditorial du Comité canadien de la liberté de la presse mondiale (CCLPM) sur le thème « Wikileaks » et ses créateurs: vauriens ou héros ?[35] ;
- 2018 :  Lauréat Prix francophone George Townshend de l'Association des caricaturistes canadiens (ACC)[36].